# Ташлык (приток Алияги)
Ташлык (укр. Ташлик) — левый приток реки Алияга, расположенный на территории Арцизского района (Одесская область, Украина). 

## География
Длина — 23 или 29 км. Площадь бассейна — 150 км². Русло реки (отметки уреза воды) в среднем течении (пруд южнее села Каменское) находится на высоте 25,8 м над уровнем моря. Долина изредка с обрывистыми берегами, изрезана ярами и промоинами. Русло в приустьевой части выпрямлено в канал (канализировано, с двухсторонней дамбой), на протяжении почти всей длины — пересыхает. На реке создано 7 водохранилищ и прудов.
Берет начало в балке Прямая, севернее села Прямобалка. Река течёт на юго-запад. Впадает в реку Алияга (на 4,8-м км от её устья) южнее села Холмское.
Притоки: (от истока к устью) 
1. Каменка пр

Населённые пункты (от истока к устью):
1. Прямобалка
2. Каменское
3. Холмское